# Баньер
Банье́р (фр. Bannières, окс. Banhièras) — коммуна во Франции, находится в регионе Юг — Пиренеи. Департамент — Тарн. Входит в состав кантона Лавор-Кокань. Округ коммуны — Кастр.
Код INSEE коммуны — 81022.

## География
Коммуна расположена приблизительно в 590 км к югу от Парижа, в 25 км восточнее Тулузы, в 50 км к юго-западу от Альби.
На юге коммуны протекает река Жиру.

## Климат
Климат умеренно-океанический. Зима мягкая и дождливая, лето жаркое с частыми грозами. Ветры довольно редки.

## Население
Население коммуны на 2010 год составляло 177 человек.
| 1962 | 1968 | 1975 | 1982 | 1990 | 1999 | 2010 |
| ---- | ---- | ---- | ---- | ---- | ---- | ---- |
| 177  | 137  | 117  | 113  | 112  | 130  | 177  |

## Администрация
| Период | Период | Фамилия       | Партия | Примечания |
| ------ | ------ | ------------- | ------ | ---------- |
| 2001   | 2008   | Жильбер Готье |        |            |
| 2008   | 2014   | Поль Бернарди |        |            |
| 2014   | 2020   | Жерар Порт    |        |            |

## Экономика
В 2007 году среди 87 человек в трудоспособном возрасте (15—64 лет) 61 были экономически активными, 26 — неактивными (показатель активности — 70,1 %, в 1999 году было 68,6 %). Из 61 активных работали 56 человек (27 мужчин и 29 женщин), безработных было 5 (2 мужчин и 3 женщины). Среди 26 неактивных 6 человек были учениками или студентами, 14 — пенсионерами, 6 были неактивными по другим причинам.